# قصعين متصلب
القصعين المتصلب  أو المريمية المتصلب أو العيزقان المتصلب أو كف الدب أو الناعمة أو مرمية أو قصعين أو قو ية قاسية (الاسم العلمي:Salvia sclarea) هو نوع من النباتات يتبع جنس القصعين من الفصيلة الشفوية. وصف هذا النوع من النبات علمياً لأول مرة من قبل كارولوس لينيوس سنة 1753. ينتشر في شمال حوض البحر الأبيض المتوسط وبعض مناطق في شمال أفريقيا وآسيا الوسطى. لدى هذا النبات تاريخ طويل كنبات طبي ويزرع حالياً من أجل زيوته العطرية.

## معرض صور

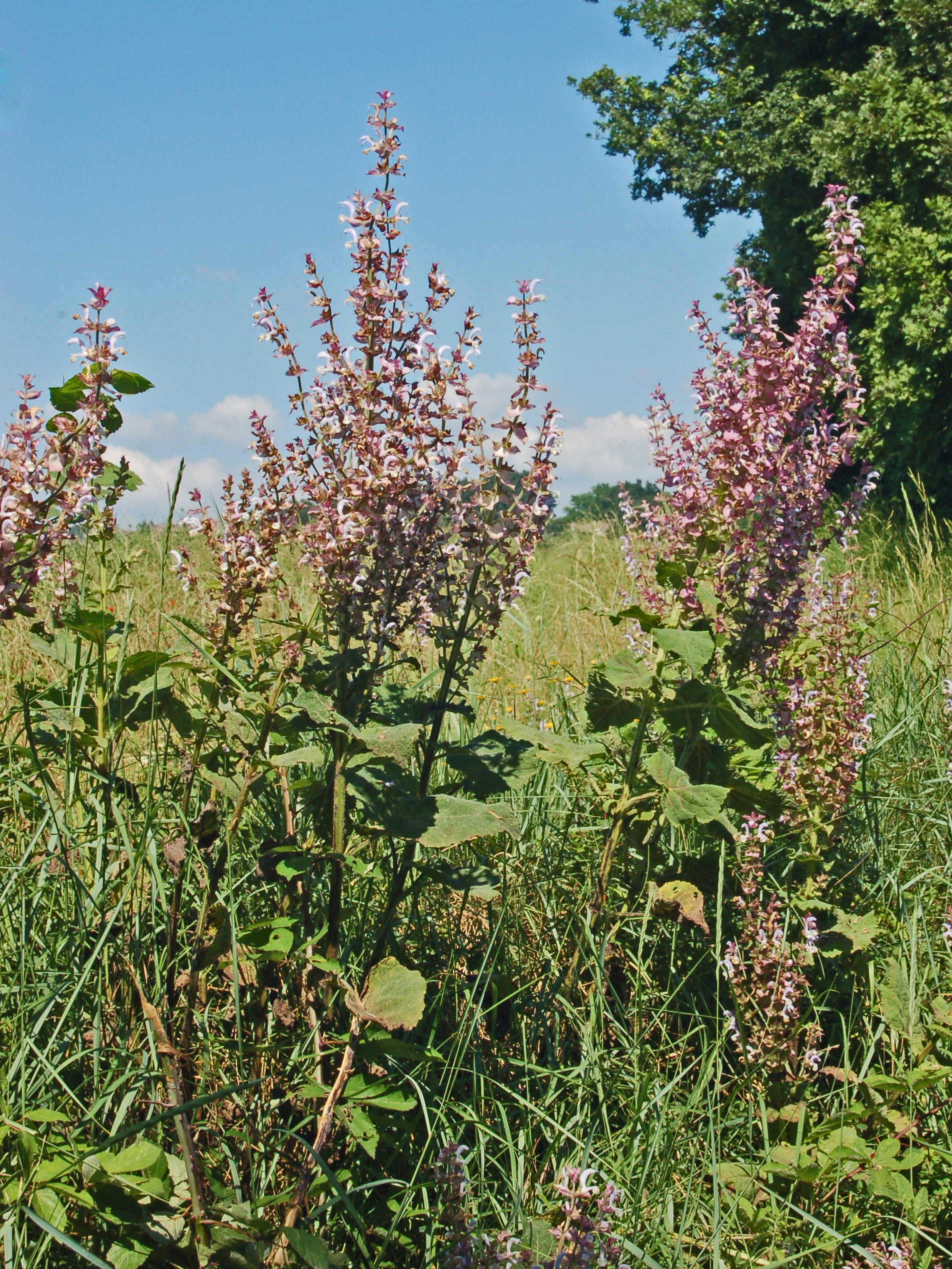
نبات القصعين المتصلب
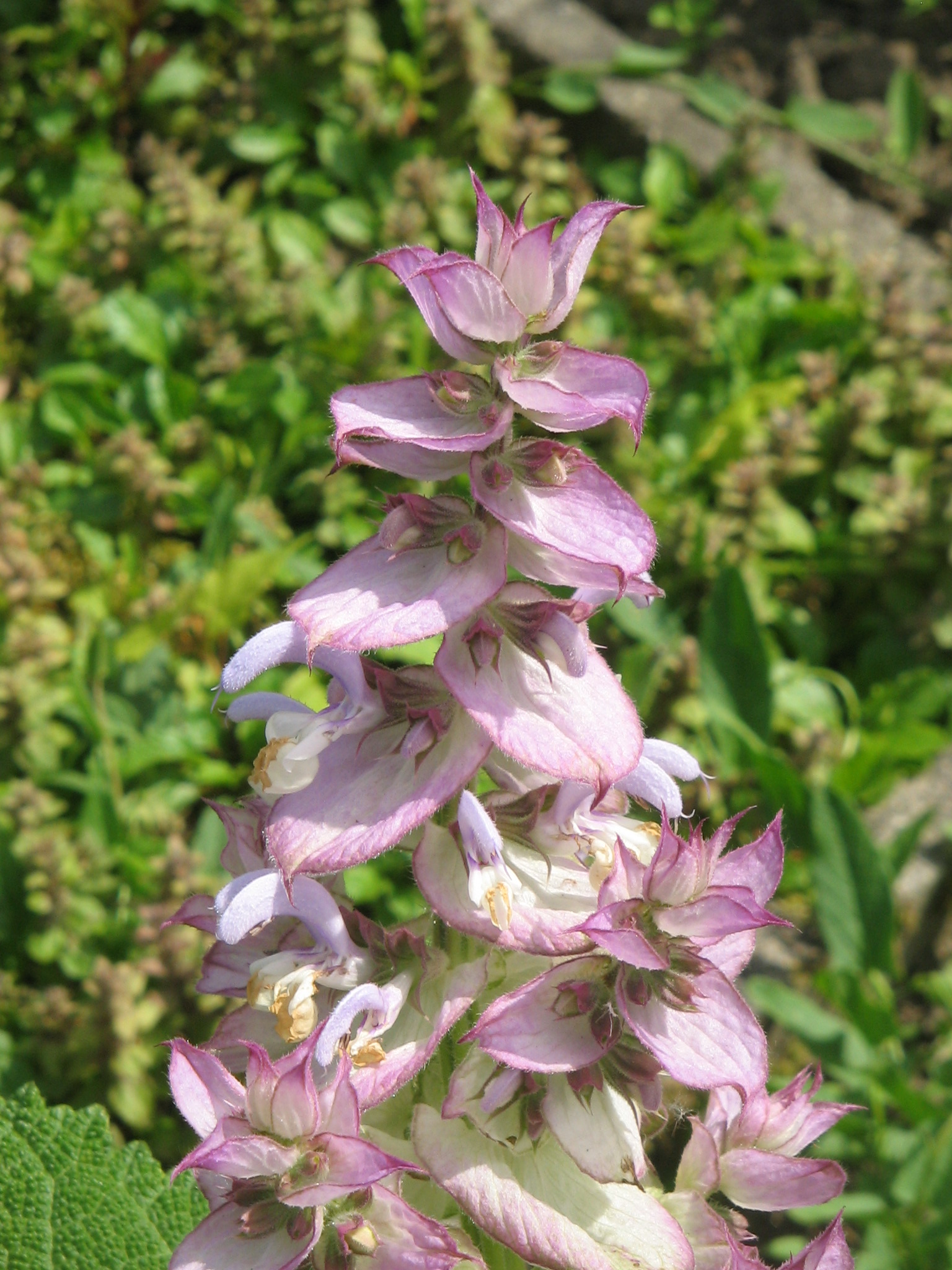
نبات القصعين المتصلب
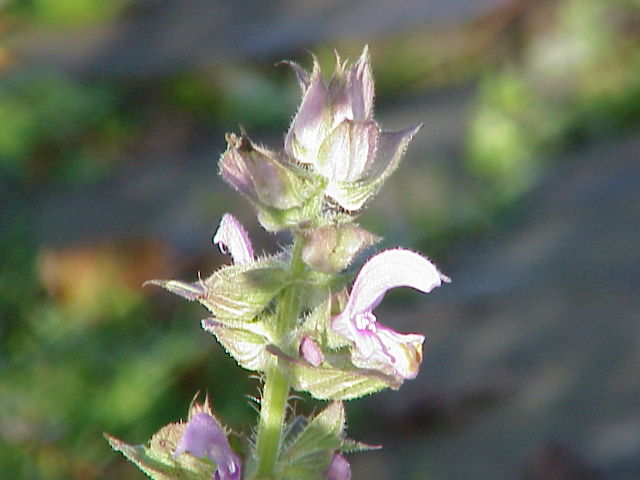
عثثكول من أزهار القصعين المتصلب
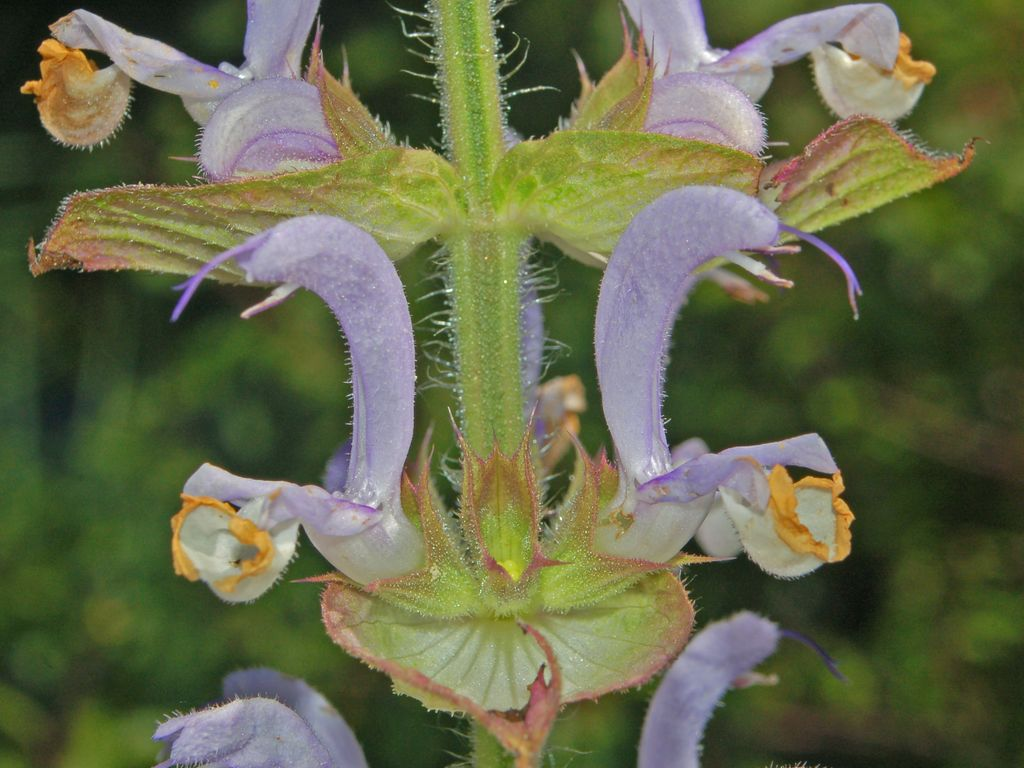
صورة مقربة
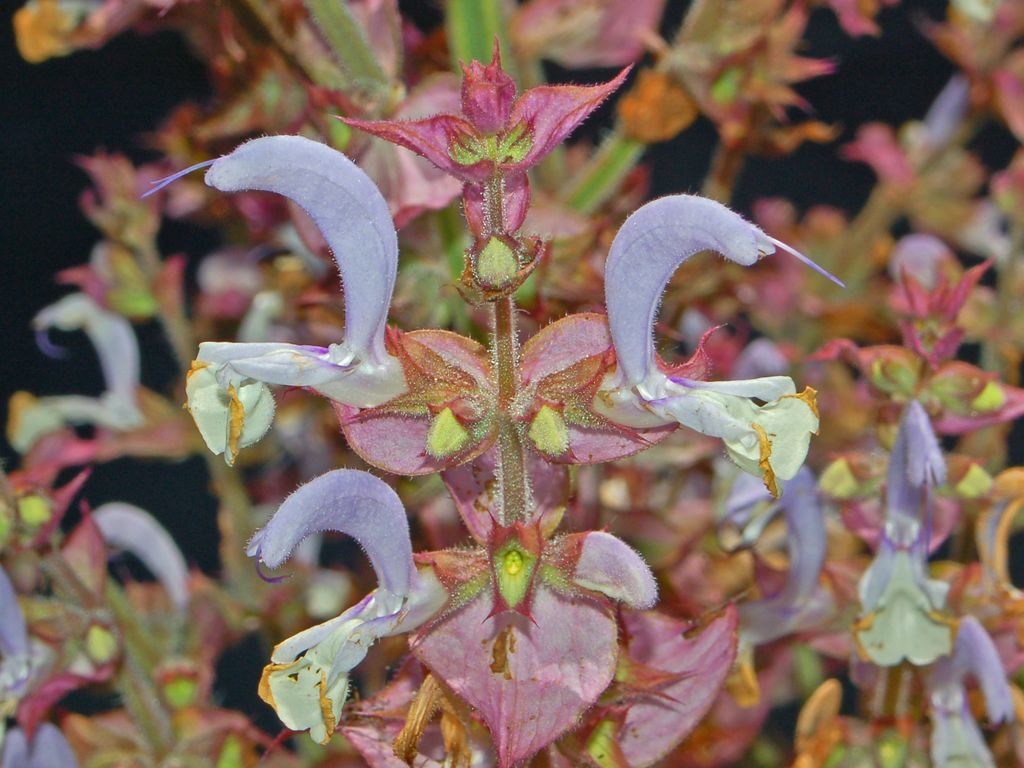
صورة مقربة
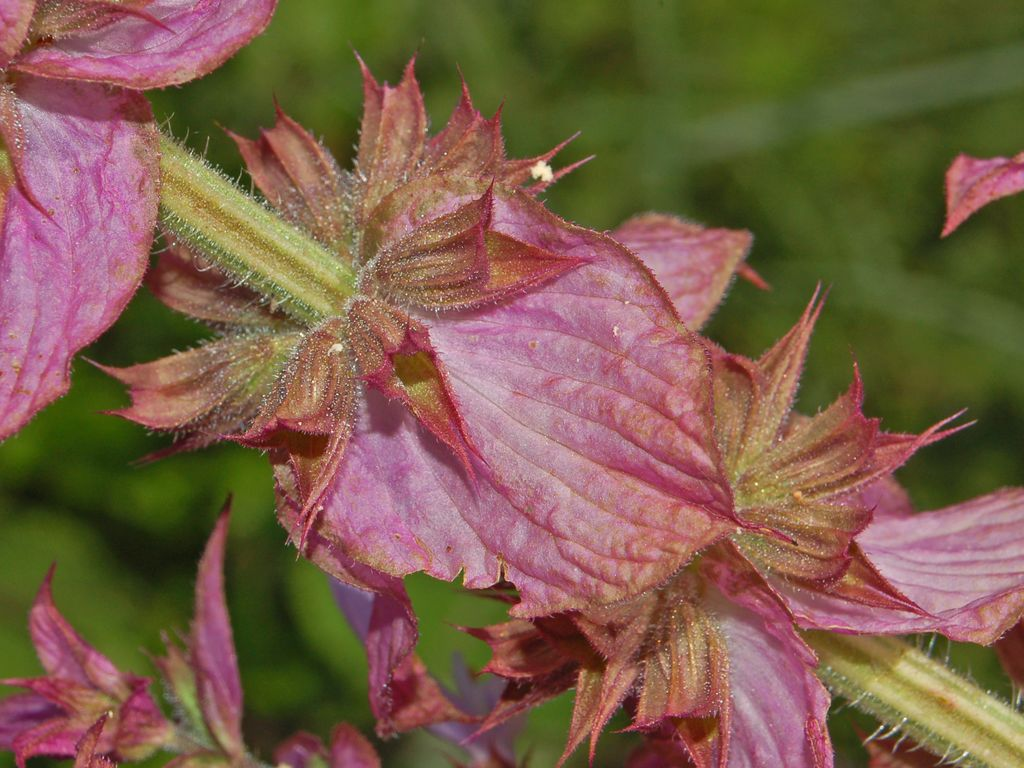
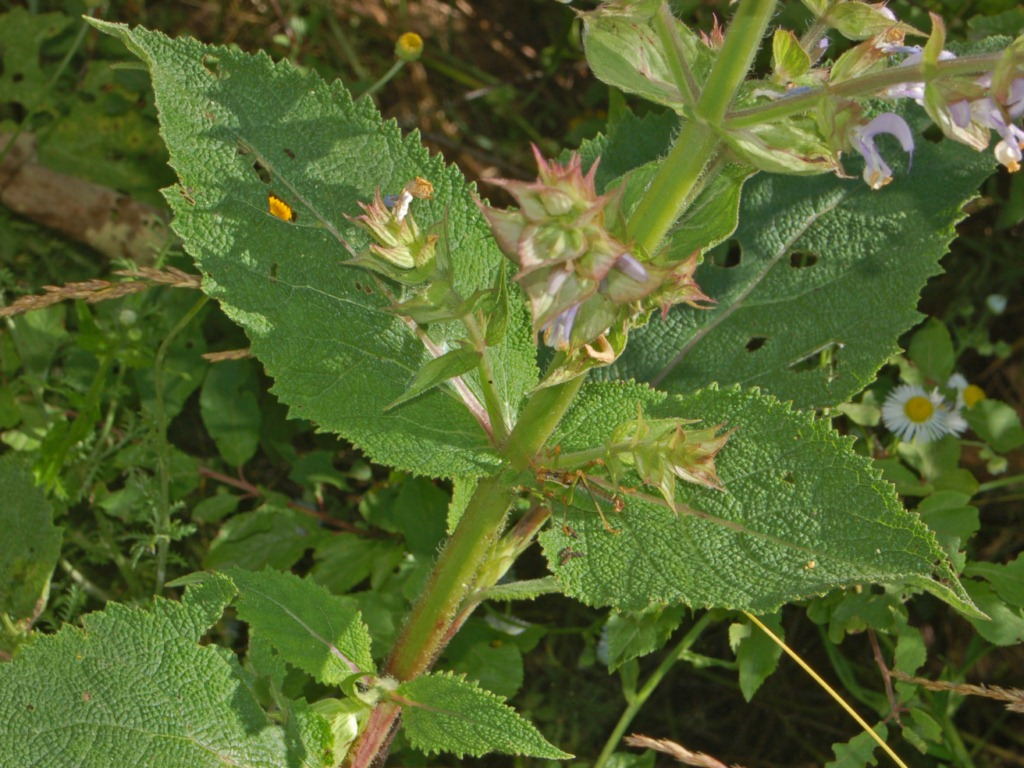
الأوراق